# Серенада для струнного оркестра (Чайковский)

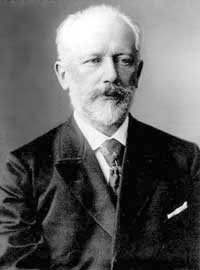
Пётр Ильич Чайковский

Серенада для струнного оркестра до мажор, Op. 48 Петра Ильича Чайковского была написана композитором осенью 1880 года и посвящена композитору и виолончелисту Карлу Альбрехту. В том же году Чайковский сделал переложение своего нового сочинения для фортепиано в четыре руки. Первое исполнение произведения состоялось в Санкт-Петербурге 18 (30) октября 1881 года под управлением Эдуарда Направника. В Москве струнная серенада впервые была исполнена в 1882 году под управлением Макса Эрдмансдёрфера. В этом сочинении Чайковский обратился к жанру серенады, характерному для музыки XVIII века. По собственному признанию композитора образцом для его струнной серенады была музыка Вольфганга Амадея Моцарта. По выражению композитора и музыковеда Бориса Асафьева, по форме это произведение «стоит на полпути между сюитой и симфонией».

## Структура
Произведение состоит из четырёх частей, озаглавленных Чайковским по-итальянски:
- I. Pezzo en forma di sonatina. Andante non troppo — Allegro moderato
- II. Valse. Moderato. Tempo di Valse
- III. Elegia. Larghetto elegiaco
- IV. Finale (Tema russo). Andante — Allegro con spirito — Molto meno mosso — Tempo I — Più mosso

### I. Pezzo in forma di sonatina —Пьеса в форме сонатины
Первая часть цикла «Пьеса в форме сонатины», стилизованная Чайковским под музыку венских классиков, написана в тональности До мажор. В письме Фон Мекк от 24 августа 1881 года композитор так объяснил концепцию музыки этой части: 
В первой части я заплатил дань моему поклонению Моцарту; это намеренное подражание его манере, и я был бы счастлив, если бы нашли, что я не слишком далек от взятого образца.
.

### II. Valse —Вальс
В серенадах классической эпохи вторая часть, как правило, традиционно представляла собой бытовой танец менуэт. Чайковский сохранил эту традицию, однако заменил менуэт на другой трёхдольный танец — вальс. Вальс написан в тональности Соль мажор.

### III. Elegia —Элегия
Третья часть цикла, Ре мажорная элегия, по мнению критиков тесно связана с вокальной музыкальной традицией. Вступление к части по мелодическому строю напоминает церковное пение. Дальнейший музыкальный материал представляет собой романс или «песню без слов». Внешне неожиданно, но с глубокой внутренней необходимостью вдруг возникает почти трагедийное звучание. В оркестре ясно звучит тема, которая спустя десять лет превратится в одну из центральных мелодий «Пиковой дамы». На этой мелодии Чайковский построит напряжённейшую кульминационную картину оперы — в спальне графини, когда Герман пытается выведать у старухи тайну трёх карт, но она умирает, не открыв ему тайны, от которой зависит его жизнь, его счастье. Так завершается третья часть Серенады.

### IV. Finale (Tema russo) —Финал (на русскую тему)
Основная тема финала струнной серенады позаимствована Чайковским из русской народной песни «Под яблонью зеленою». В дальнейшем эта тема разрабатывается автором в соответствии с традициями классической сонатной формы. Кроме того, музыка финала перекликается с другой народной песней «А как по лугу, лугу». Как и первая часть цикла, финал серенады написан в тональности До мажор.

## Использование музыки в балете
- 28 ноября 1915, Мариинский театр — «Эрос» Михаила Фокина (балет полностью поставлен на музыку серенады).
- 10 июня 1934, «Уайт-плейнс», штат Нью-Йорк — «Серенада» Джорджа Баланчина (Элегия и Финал на русскую тему идут в обратном порядке).
- «Анна Каренина» Бориса Эйфмана (использована I часть серенады наряду с другой музыкой Чайковского).

## Аудиозаписи
- 1949 — Евгений Мравинский, Ленинградский филармонический оркестр.

| Сцена                          | Музыка                                                              | Время Мравинского |
| 1. Pezzo In Forma Di Sonatina. | 1. Pezzo In Forma Di Sonatina. Andante Non Troppo. Allegro Moderato | 11.18             |
| 2. Valse.                      | 2. Valse. Moderato, Dolce E Molto Grazioso                          | 3.41              |
| 3. Elegia.                     | 3. Elegia. Larghetto Elegiaco                                       | 10.00             |
| 4. Finale (thema Russo).       | 4. Finale (thema Russo). Andante. Allegro Con Spirito               | 7.47              |

- 1950 — Венский филармонический оркестр, дирижёр Вильгельм Фуртвенглер (только 2-я и 4-я части);
- 1970 или 1975 — Государственный академический симфонический оркестр СССР, дирижёр Евгений Светланов;
- 1990 — Юрий Башмет, камерный оркестр «Солисты Москвы»;
- 1992 — Камерный оркестр «Виртуозы Москвы», дирижёр Владимир Спиваков;
- 2009 — Шотландский симфонический оркестр ВВС, дирижёр Илан Волков.